# Davina McCall
Davina McCall, née le 16 octobre 1967 dans le quartier londonien de Wimbledon, est une présentatrice de télévision anglaise.
Elle est l'arrière-petite-fille du préfet de police de Paris Célestin Hennion (1862-1915).

## Biographie
Davina McCall est née à Wimbledon, un quartier du sud-ouest de Londres situé dans le borough de Merton. fille de Florence Hennion et d'Andrew McCall, à l'âge de trois ans, elle est allée vivre avec ses grands-parents paternels dans le Surrey à la suite du divorce de ses parents.
Elle parle couramment le français, puisque sa mère est française.

## Big Brother(2000-2010)
Elle travaille pour la chaine Channel 4, et ses deux émissions phares, le Loft Story anglais, le Big Brother (UK) et La Ferme Célébrités, le Celebrity Big Brother.
Elle a incarné son propre rôle dans la mini-série Dead Set qui évoque une invasion de zombies en plein prime-time de Big Brother.
Du 24 août 2010 au 10 septembre 2010 elle anime Ultimate Big Brother, le dernier de la franchise, qui réunit les meilleurs candidats depuis ces 10 ans des Big Brother 2000 à 2010 et Celebrity Big Brother 2001 à 2010 dont le rappeur Coolio, l'ancien couple, désormais divorcé, Chantelle Houghton et Samuel Preston, Nikki Grahame ainsi que 10 autres concurrents.

## Famille
McCall épouse Andrew Leggett en 1997 à Westminster ; ils divorcent en 1999.
Le 29 juin 2000, elle épouse Matthew Robertson, le présentateur de Pet Rescue. 
Ils ont eu deux filles, Holly Willow (née le 22 septembre 2001) et Tilly Pippy (née le 23 septembre 2003), et un fils, Chester Micky (né le 14 septembre 2006).
En 2009, elle participe à la saison 6 de Who Do You Think You Are? (en) (version anglaise de Retour aux sources diffusée sur France 2 le 1er septembre 2010 avec Clémentine Célarié et Vincent Perez), pour connaître le passé de sa famille.